# نورپور سیدان
نورپور سیدان (به انگلیسی: Noor Pur Sayedan) یک منطقهٔ مسکونی در پاکستان است که در پنجاب واقع شده‌است.